# Élections générales saskatchewanaises de 1908
L'élection générale saskatchewanaise de 1908 se déroule le 14 août 1908 afin d'élire les députés de l'Assemblée législative de la Saskatchewan. Il s'agit de la 2e élection générale en Saskatchewan depuis la création de cette province du Canada en 1905. Le Parti libéral du Premier ministre Walter Scott est réélu à un deuxième mandat contre le Provincial Rights Party de Frederick W. A. G. Haultain et forme un gouvernement majoritaire.

## Résultats
| Parti                                | Parti               | Chef                | # de candidats | Sièges | Sièges | Sièges  | Voix   | Voix    | Voix    |
| Parti                                | Parti               | Chef                | # de candidats | 1905   | Élus   | % Diff. | #      | %       | % Diff. |
| ------------------------------------ | ------------------- | ------------------- | -------------- | ------ | ------ | ------- | ------ | ------- | ------- |
|                                      | Libéral             | Walter Scott        | 41             | 16     | 27     | +68,8 % | 29 807 | 50,79 % | -1,46 % |
|                                      | Provincial Rights   | Frederick Haultain  | 40             | 9      | 14     | +55,6 % | 28 099 | 47,88 % | +0,41 % |
|                                      | Libéral indépendant | Libéral indépendant | 1              | *      | -      | *       | 394    | 0,67 %  | *       |
|                                      | Indépendant         | Indépendant         | 2              | 1      | -      | -100 %  | 387    | 0,66 %  | +0,38 % |
| Total                                | Total               | Total               | 84             | 25     | 41     | +64 %   | 58 687 | 100 %   |         |
| Source : (en) Elections Saskatchewan |                     |                     |                |        |        |         |        |         |         |

 Notes :
* N'a pas présenté de candidats lors de l'élection précédente.